# 南京师范大学中北学院
南京师范大学中北学院，简称中北学院，是位于江苏省丹阳市、南京市的一所民办本科独立学院，具有独立法人资格。该院现由南京师范大学、南京师范大学教育发展基金会联合举办。

## 历史
1999年，南京师范大学中北学院成立。该院由南京师范大学与南京师范大学教育发展基金会共同举办，是首批经国家教育部批准成立的独立学院和经江苏省事业单位登记管理局批准成立的公益性事业单位。
2021年6月4日，教育部发展规划司发布公示，拟同意该院与江苏经贸职业技术学院合并，转设为本科层次职业学校南京经贸职业技术大学。
2021年6月6日，由于不满两校合并，中北学院的学生集结抗议并与校方及警方产生大规模冲突。
2021年6月8日，南京师范大学中北学院官方微信公众号6月8日上午发布公告：根据江苏省教育厅权威发布，江苏省暂停独立学院与高职院校合并转设工作。经学校研究决定，终止南京师范大学中北学院与高职院校的合并转设工作，不再转设为职教本科。

## 院系设置
- 人文系
- 外语系
- 经济与管理系
- 公共管理系
- 信息科学与技术系
- 工学系
- 美术系
- 音乐系
- 强化部

## 校园
南京师范大学中北学院拥有仙林和丹阳两个校区。为适应江苏省中长期教育改革和发展规划要求，更好地服务区域经济社会发展，南京师范大学中北学院在江苏省教育厅、丹阳市委市政府的倾力支持下，在丹阳市教育投资发展有限公司的通力配合下，2017年9月，丹阳校区正式启用。丹阳校区校址位于丹阳市正德路8号，占地总面积900亩，规划建设总建筑面积38.75万平方米。自2017年 9月开始，学院每年招收的一年级新生在丹阳校区学习，2016年及以前入学的学生仍在南京仙林校区学习直至毕业，2020年9月完成全部迁址丹阳办学工作。丹阳校区基础设施完备，教学科研条件优越，是一所现代化的智慧校园、生态校园、人文校园、低碳校园、开放校园的崭新新校区。
学院现有在校生8000余人，设有人文系、外语系、经济与管理系、公共管理系、信息科学与技术系、工学系、美术系、音乐系和强化培养部，共8系1部，36个本科专业涉及经、法、文、理、工、管、艺等门类。